# 아마겟돈 (1998년 영화)
《아마겟돈》(영어: Armageddon)는 1998년 미국의 재난 SF 스릴러 영화이다. 마이클 베이가 감독, 제리 브룩하이머가 프로듀서, 터치스톤 픽처스가 제작하였다. 이 영화는 우주선을 발사해 지구로 무섭게 날아드는 소행성을 파괴한다는 내용을 담고 있으며, 앙상블 캐스트로는 브루스 윌리스, 벤 애플렉, 빌리 밥 손턴, 리브 타일러, 오웬 윌슨, 윌 패튼, 피터 스토메어, 키스 데이비드와 스티브 부세미가 출연한다. 영화는 엇갈리는 다소 찬반이 갈리는 평가를 받았지만 비슷한 시기에 개봉된 스티븐 스필버그 감독의 《라이언 일병 구하기》를 능가하는 수익을 거두며 흥행에 크게 성공하였다.
1998년 미국 아카데미상 4개 부문의 시각 효과상, 음향 효과 편집상, 음향상, 주제가상에 후보 지명되었다. 새턴상 감독상과 SF 영화상을 수상하였다. 또한, 골든 래즈베리상에서 7개 부문 후보 지명되는 굴욕을 겪기도 했다.
한편, 이현세 작가의 만화 <아마게돈>이 고유상표로 등록된 터라 제명도 <아마겟돈>으로 명명됐다.

## 줄거리
거대한 유성이 엄청나게 빠른 속도로 지구를 향해 돌진해 오고, 미국항공우주국(NASA)은 유성에 구멍을 뚫어 그 안에 핵 폭탄을 넣고 폭파시킨다는 계획을 세운다. 지구와의 충돌을 불과 10일 앞두고 시추 전문가 해리(브루스 윌리스)가 우주 비행사들과 함께 유성으로 떠난다. 하지만 연료를 공급받기 위해 들른 러시아 우주 정거장에서 폭발사고를 당한다.

## 배역
- 브루스 윌리스 - 해리 스탬퍼 역
- 벤 애플렉 - A.J. 프로스트 역
- 빌리 밥 손턴 - 댄 트루먼 역
- 리브 타일러 - 그레이스 스탬퍼 역
- 윌 패튼 - 찰스 "칙" 챕플 역
- 스티브 부세미 - 지질학자 역
- 마이클 클락 던칸 - J. 오티스 "비어" 컬린 베어 역
- 오웬 윌슨 - 오스카 초이스 역
- 클락 브롤리 - 프레드 뉴난 역
- 피터 스토메어 - 레브 안드로포브 역
- 윌리암 피츠너 - 코로넬 윌리 샤프 역
- 켄 허드슨 캠벨 - 맥스 레널트 역
- 키스 데이빗 - 킴지 장군 역
- 제시카 스틴 - 제니퍼 왓츠 부조종사 역
- 그레이슨 맥코치 - 크루버 역
- 제이슨 아이삭스 - Dr. 로날드 퀸시 역
- 크리스 엘리스 - 윌터 클락크 역
- 그레이스 자브리스키 - 도티 역
- 주디스 호그 - 데니스 역
- 우도 키에르 - 심리학자 역
- 쇼니 스미스 - 레드헤드 역
- 찰톤 헤스톤 - 내레이션
- 마이클 베이 (크레딧에 없음) - NASA 과학자
- 로렌스 티에니 (크레딧에 없음) - 홀리스 버논 그랩 스템퍼 역
- 게드 와타나베 (크레딧에 없음) - 아시안 관광객

## 한국어 더빙 성우진

### KBS (2001년 10월 1일)
- 이정구 - 해리 스탬퍼(브루스 윌리스)
- 유강진 - 댄 트루먼(빌리 밥 손턴)
- 구자형 - A.J. 프로스트(벤 애플렉)
- 은영선 - 그레이스 스탬퍼(리브 타일러)
- 오세홍 - 칙 채플(윌 패튼)
- 김익태 - 돌개(스티브 부세미) / 칼(존 마혼)
- 강구한 - 윌리 샤프(윌리암 피츠너)
- 오인성 - 오스카(오웬 윌슨) / 과학자
- 김영진 - 흑곰(마이클 클락 던칸) / 데이비스 대령(마샬 티그) / 핵미사일 담당 장교(스티븐 포드)
- 김준 - 레프 안드로보프(피터 스토메어) / FBI 요원(드와이트 힉스) / 보퍼 장군(J. 패트릭 맥코맥)
- 김소형 - 맥스(켄 허드슨 캠벨) / 뉴욕 시민(에디 그리핀)
- 정옥주 - 제니퍼 와츠(제시카 스틴) / 데니스(주디스 호그)
- 온영삼 - 킴지 장군(키스 데이빗)
- 최흘 - 대통령(스탠리 앤더슨) / 내레이션(찰톤 헤스톤)
- 윤병화 - 몽고메리 장군(제임스 하퍼) / 월터 클라크(크리스 엘리스)
- 송덕희 - 도티(그레이스 자브리스키) / 빨간머리 여자(샤니 스미스)
- 류다무현 - 로날드 퀸시 박사(제이슨 아이삭스) / 프레디 누난(클락 브롤리) / 그루버(그레이슨 맥코치) / 나사 과학자(보디 엘프먼)

### SBS (2007년 1월 27일)
- 이정구 - 해리 스탬퍼(브루스 윌리스)
- 이인성 - 댄 트루먼(빌리 밥 손턴)
- 안지환 - A.J. 프로스트(벤 애플렉)
- 은영선 - 그레이스 스탬퍼(리브 타일러)
- 박상일 - 윌리 샤프(윌리암 피츠너)
- 탁원제 - 대통령(스탠리 앤더슨)
- 강연숙 - 도티(그레이스 자브리스키)
- 장광 - 락하운드(스티브 부세미)
- 임은정 - 데니스(주디스 호그)
- 민응식 - 킴지(키스 데이빗)
- 홍승섭 - 오스카(오웬 윌슨)
- 배정미 - 제니퍼 와츠(제시카 스틴)
- 김용준 - 칙 채플(윌 패튼)
- 류다무현 - 베어(마이클 클락 던칸)
- 임채헌 - 맥스(켄 허드슨 캠벨)

## 수상 및 후보
| 상                             | 부문                                             | 수상자/후보자                                             | 결과                            | 참조. |
| ------------------------------ | ------------------------------------------------ | --------------------------------------------------------- | ------------------------------- | ----- |
| 미국 아카데미상                | 음향 효과 편집상                                 | 조지 워터스                                               | 후보                            | [ 6 ] |
| 미국 아카데미상                | 시각효과상                                       | 리차드 R. 후버, 패트릭 맥클렁, 존 프레이저                | 후보                            | [ 6 ] |
| 미국 아카데미상                | 주제가상 ("I Don't Want to Miss a Thing")        | 다이앤 워렌                                               | 후보                            | [ 6 ] |
| 미국 아카데미상                | 음향상                                           | 케빈 오콘넬, 그레이그 P. 러셀, 키스 A. 웨스터             | 후보                            | [ 6 ] |
| 일본 아카데미상                | 최우수 외국영화상                                | 아마겟돈                                                  | 후보                            |       |
| ASCAP 영화 텔레비전 음악상     | 영화부문 최우수 음악상                           | 다이앤 워렌                                               | 수상                            | [ 7 ] |
| 블록버스터 엔터테인먼트 어워드 | 좋아하는 SF 남자배우상                           | 브루스 윌리스                                             | 수상                            | [ 8 ] |
| 블록버스터 엔터테인먼트 어워드 | 좋아하는 SF 여자배우상                           | 리브 타일러                                               | 후보                            | [ 8 ] |
| 블록버스터 엔터테인먼트 어워드 | 좋아하는 SF 남자조연상                           | 벤 애플렉                                                 | 수상                            | [ 8 ] |
| 블록버스터 엔터테인먼트 어워드 | 좋아하는 SF 남자조연상                           | 빌리 밥 손턴                                              | 후보                            | [ 8 ] |
| 블록버스터 엔터테인먼트 어워드 | 좋아하는 사운드트랙상                            | 트레이버 로빈, 해리 크레그슨-윌리엄스                     | 후보                            | [ 8 ] |
| BMI 영화 & TV 어워드           | 좋아하는 음악상                                  | 트레이버 로빈                                             | 수상                            |       |
| 시네마 오디오 협회상           | 영화부문 최우수 음향 업적상                      | 케빈 오코넬, 크레이그 P. 러셀, 키스 A. 웨스터             | 후보                            | [ 9 ] |
| 그래미상                       | 영화 & 텔레비전 최우수 작사상                    | 다이앤 워렌                                               | 후보                            | [ 9 ] |
| 골든 라즈베리상                | 최악의 남우주연상                                | 브루스 윌리스                                             | 수상                            | [ 9 ] |
| 골든 라즈베리상                | 최악의 감독상                                    | 마이클 베이                                               | 후보                            | [ 9 ] |
| 골든 라즈베리상                | 최악의 주제가상 ("I Don't Want to Miss a Thing") | 다이앤 워렌                                               | 후보                            | [ 9 ] |
| 골든 라즈베리상                | 최악의 작품상                                    | 제리 브룩하이머, 게일 앤 허드, 마이클 베이                | 후보                            | [ 9 ] |
| 골든 라즈베리상                | 최악의 스크린 커플상                             | 벤 애플렉, 리브 타일러                                    | 후보                            | [ 9 ] |
| 골든 라즈베리상                | 최악의 각본상                                    | 조나단 헨슬레이, J.J. 에이브럼스                          | 후보                            | [ 9 ] |
| 골든 라즈베리상                | 최악의 여우조연상                                | 리브 타일러                                               | 후보                            | [ 9 ] |
| 골든 릴 어워드                 | 음향효과 편집상                                  | 케빈 오코넬, 크레이그 P. 러셀과 키스 A. 웨스터            | 후보                            | [ 9 ] |
| 골든 릴 어워드                 | 음악부분 음향효과 편집상                         | 밥 바다미, 윌 카플랜, 섀넌 에르베, 마크 장 우로다키위크즈 | 후보                            | [ 9 ] |
| 새틀라이트상                   | 최우수 주제가상                                  | 에어로스미스                                              | 수상                            | [ 9 ] |
| 새틀라이트상                   | 음향상                                           | 리차드 R. 후버, 패트릭 맥클렁, 존 프레이저                | 후보                            | [ 9 ] |
| 골든 트레일러 어워드           | 최우수 트레일러상                                |                                                           | 후보                            | [ 9 ] |
| MTV 무비 어워드                | 최고의 액션 장면상                               | 아마겟돈                                                  | 수상                            | [ 9 ] |
| MTV 무비 어워드                | 최고의 남자연기상                                | 벤 애플렉                                                 | 후보                            | [ 9 ] |
| MTV 무비 어워드                | 최고의 여자연기상                                | 리브 타일러                                               | 후보                            | [ 9 ] |
| MTV 무비 어워드                | 최고의 영화상                                    | 아마겟돈                                                  | 후보                            | [ 9 ] |
| MTV 무비 어워드                | 최고의 영화 노래상                               | 에어로스미스                                              | 수상                            | [ 9 ] |
| MTV 무비 어워드                | 최고의 영화 커플상                               | 벤 애플렉, 리브 타일러                                    | 후보                            | [ 9 ] |
| 새턴상                         | 최우수 남우주연상                                | 브루스 윌리스                                             | 후보                            | [ 9 ] |
| 새턴상                         | 최우수 의상상                                    | 마이클 카플랜, 마갈리 기다스치                            | 후보                            | [ 9 ] |
| 새턴상                         | 최우수 감독상                                    | 마이클 베이                                               | 수상                            | [ 9 ] |
| 새턴상                         | 최우수 음악상                                    | 트레이버 로빈                                             | 후보                            | [ 9 ] |
| 새턴상                         | 최우수 SF 영화상                                 | 아마겟돈                                                  | 수상 (공동 수상 with 다크 시티) | [ 9 ] |
| 새턴상                         | 최우수 시각효과상                                | 리차드 R. 후버, 패트릭 맥클렁과 존 프레이저               | 후보                            | [ 9 ] |
| 새턴상                         | 최우수 남우조연상                                | 벤 애플렉                                                 | 후보                            | [ 9 ] |
| 틴 초이스 어워드               | 영화 - 초이스 남자배우상                         | 벤 애플렉                                                 | 후보                            | [ 9 ] |